# Brusa (bướm)
Brusa là một chi bướm ngày thuộc họ Bướm nâu.

## Các loài
- Brusa allardi Berger, 1967
- Brusa saxicola Neave, 1910